# Lepanthopsis abbreviata
Lepanthopsis abbreviata är en orkidéart som beskrevs av Carlyle August Luer och Alexander Charles Hirtz. Lepanthopsis abbreviata ingår i släktet Lepanthopsis och familjen orkidéer. Inga underarter finns listade i Catalogue of Life.